# Município de Eden (condado de Seneca, Ohio)
O município de Eden (em inglês: Eden Township) é um município localizado no condado de Seneca no estado estadounidense de Ohio. No ano 2010 tinha uma população de 2188 habitantes e uma densidade populacional de 23,21 pessoas por km².

## Geografia
O município de Eden encontra-se localizado nas coordenadas 41° 02′ 19″ N, 83° 07′ 40″ O. Segundo a Departamento do Censo dos Estados Unidos, o município tem uma superfície total de 94.28 km², da qual 94,07 km² correspondem a terra firme e (0,22 %) 0,21 km² é água.

## Demografia
Segundo o censo de 2010, tinha 2188 pessoas residindo no município de Eden. A densidade populacional era de 23,21 hab./km².